# Pow Pow Movement
Pow Pow Movement ist ein Kölner Soundsystem. Es gilt als das erste Kölner Soundsystem und ist eines der deutschlandweit und international erfolgreichsten Soundsystems aus Deutschland.

## Entwicklung
Mitte der 1980er Jahre lernten sich Ingo Rheinbay (Selector) und Backra (MC) kennen und fanden kurze Zeit darauf über zufällig erhaltene Mix-Tapes zur Dancehall- und Reggae-Musik. Weitere Inspiration war die über den britischen Soldaten-Radiosender BFBS ausgestrahlte Sendung Rodigan's Rockers des englischen Radiomoderators David Rodigan. Sie fingen zunächst an, kleine Reggae-Partys zu organisieren. Tilmann Otto, der später als Gentleman bekannt wurde, stieß bald zu ihnen und übernahm bei den Events das Mikrofon.
Der Anfang als Soundsystem unter dem Namen Pow Pow Movement lag im Jahr 1990. Bei einer Reise nach Jamaika Anfang der 1990er tauchten sie tiefer in die jamaikanische Musikkultur ein. Nach der Rückkehr schloss sich Thomas (Mr. Brown) als weiterer Selector dem Team an. 1995 bekam Pow Pow Movement eine feste Location, sie legen seitdem regelmäßig freitags im Kölner Club Petit Prince auf. Dort lernte der Jamaikaner Devon das Soundsystem kennen, der als nächster MC zu Pow Pow kam. Fortan traten sie als vierköpfiges Team an.
In der Folge vernetzten sie sich in der Szene, spielten deutschlandweit auch in anderen Clubs auf und es wurden Gast-Soundsystems ins Petit Prince eingeladen, so legten z. B. David Rodigan, Stone Love und andere nationale und internationale Szenegrößen auf Dances zusammen mit Pow Pow Movement auf. Von 1996 bis 2001 wurde anfangs zweiwöchentlich, zuletzt monatlich die Pow Pow Reggae Radio Show im Bürgerfunk bei Radio Köln ausgestrahlt. Im Jahr 2000 waren sie das erste kontinentaleuropäische Soundsystem, das am World Clash in New York teilnahm, wenn auch dort nur mit geringem Erfolg. Pow Pow waren aber weiter international unterwegs, so in Großbritannien, Italien, Kanada, den USA, Jamaika und Afrika. Nachdem Backra ausgeschieden war, kam Anfang der 2000er Jahre mit Carl ein neuer MC zum Team. Pow Pow Movement machte sich über die Jahre einen Namen und spielte sich weit nach oben in der Beliebtheit der Reggae-Fans, was sich auch darin widerspiegelt, dass Pow Pow Movement bei Leserumfragen des Reggae-Magazins Riddim in den Jahren 2003, 2004 und 2005 zum besten deutschen Soundsystem gewählt wurde.

## Pow Pow Productions
Seit 2001 hat Pow Pow Movement in Köln sein eigenes Musikstudio und betreibt das Label Pow Pow Productions. Im Jahr 2002 entstand Celebrate, der erste selbstgebaute Riddim, auf dem Künstler wie Turbulence, Jah Mason (Hill Vibes) und Gentleman (Runaway) Songs produzierten. Weiter erfolgreiche Riddims folgten, beispielsweise Superior, auf den Gentleman seine Hit-Single sang, die dem Riddim seinen Namen gab. Weitere Künstler, die den Riddim für Songs verwendeten, waren Morgan Heritage, Sizzla, Anthony B und andere jamaikanische Stars, so dass der Riddim aus Kölner Produktion bald vielfach im jamaikanischen Radio gespielt wurde. Pow Pow produzierte auch Künstler wie Phenomden, Cali P u. a.